# Naddniprianśke
Naddniprianśke (ukr. Наддніпрянське) – osiedle typu miejskiego na Ukrainie w obwodzie chersońskim.